# Johan Ringers

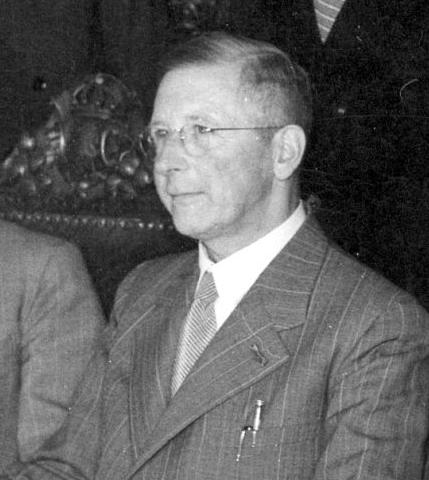
Johan Ringers (1946)

Johannes „Johan“ Aleidis Ringers (* 2. Januar 1885 in Alkmaar, Provinz Nordholland; † 6. Mai 1965 in Den Haag) war ein niederländischer Wasserbauingenieur und parteiloser Politiker, der Generaldirektor des Amtes für Wasserbau (Rijkswaterstaat) sowie des Eisenbahnunternehmens von Niederländisch-Indien NIS (Nederlands-Indische Spoorweg) war und nach der deutschen Besetzung der Niederlande im Zweiten Weltkrieg 1940 bis zu seiner Internierung Regierungskommissar für den Wiederaufbau war.
Nach Kriegsende wurde Ringers 1945 im Kabinett von Ministerpräsident Willem Schermerhorn zum Minister für öffentliche Arbeiten und Wiederaufbau berufen und bekleidete dieses Ministeramt bis 1946 auch im ersten Kabinett von Ministerpräsident Louis Beel.

## Leben

### Studium und Ingenieur
Ringers begann nach dem Besuch der Höheren Bürgerschule in Alkmaar 1902 ein Studium im Fach Verkehrsbauwesen an der Polytechnischen Schule Delft, das er 1906 „cum laude“ als Bauingenieur abschloss. Im Anschluss begann er 1906 seine berufliche Laufbahn als Ingenieur im Amt für Wasserbau (Rijkswaterstaat) und war bis 1916 in dessen Bezirksbüro in Goes beschäftigt, wo er unter anderem den Bau der dritten Schleuse in Hansweert leitete, die zum Kanal durch Zuid-Beveland gehört. Danach war er zwischen 1916 und 1920 als Ingenieur bei der Niederländisch-Indischen Eisenbahngesellschaft (Nederlandsch-Indische Spoorwegmaatschappij) auf Java beschäftigt, ehe er von 1920 bis zum 1. Mai 1921 als Chefingenieur des Rijkswaterstaat für die Kanalisierung von West-Friesland zuständig war.
Danach war Ringers vom 1. Mai 1921 bis zum 1. August 1927 als Chefingenieur des Rijkswaterstaat verantwortlich für den Bau der zum Nordseekanal gehörenden Nordschleuse (Noordersluis) bei IJmuiden verantwortlich. Daraufhin fungierte er vom 1. Januar 1927 bis zum 1. April 1930 als Direktor und Hauptverantwortlicher der Gesellschaft für die Ausführung der Zuiderzeewerke MUZ (N.V. Maatschappij tot Uitvoering van de Zuiderzeewerken), ehe er zwischen dem 1. April 1930 und dem 1. Dezember 1935 Generaldirektor des Amtes für Wasserbau (Rijkswaterstaat) war.
Für die Eröffnung der Schleuse von IJmuiden wurde ihm am 29. April 1930 das Ritterkreuz des Orden vom Niederländischen Löwen verliehen. Am 22. September 1930 verlieh ihm die Technische Hochschule Delft darüber hinaus einen Ehrendoktor der Technischen Wissenschaften sowie am 7. Juni 1932 die Technische Universität Danzig einen weiteren Ehrendoktor. Im Anschluss gehörte er von 1935 bis 1940 dem Vorstand der Niederländisch-Indischen Eisenbahngesellschaft in Den Haag als Mitglied an.

### Zweiter Weltkrieg, KZ-Häftling und Minister nach Kriegsende
Nach der deutschen Besetzung der Niederlande wurde Ringers am 30. Mai 1940 Regierungskommissar für den Wiederaufbau und übernahm anschließend am 23. Dezember 1940 das daraus hervorgegangene Amt als Generalbevollmächtigter für Wiederaufbau und Bauindustrie. Diese Funktion bekleidete er bis zu seiner Festnahme am 1. April 1943 und befand sich danach bis zum 24. November 1943 im Oranjehotel, dem Strafgefängnis von Scheveningen. Anschließend war er vom 24. November 1943 bis zum 5. April 1944 im KZ Herzogenbusch in Vught interniert sowie zwischen dem 5. und 24. April 1944 im Internierungslager in Sint-Michielsgestel, ehe er sich zuletzt bis zum 28. April 1944 bis zu seiner Befreiung am 21. April 1945 im KZ Oranienburg befand.
Nach Kriegsende berief Ministerpräsident Willem Schermerhorn am 25. Juni 1945 zum Minister für öffentliche Arbeiten (Minister van Openbare Werken) in das Kabinett Schermerhorn/Drees berufen und fungierte seit dem 16. August 1945 in diesem Kabinett sowie anschließend im ersten Kabinett von Ministerpräsident Louis Beel bis zum 15. November 1946 als Minister für öffentliche Arbeiten und Wiederaufbau (Minister van Openbare Werken en Wederopbouw). Von diesem Ministeramt trat er wegen seiner Unzufriedenheit mit der Regierungspolitik in Niederländisch-Indien zurück und wurde daraufhin durch Hein Vos abgelöst.
Danach zog er sich weitgehend aus der Politik zurück und war zuletzt seit 1947 als Beratungsingenieur für die britische Regierung sowie für das Energieunternehmen B.P.M. (N. V. Bataafse Petroleum Maatschappij) tätig. Für seine langjährigen Verdienste als Ingenieur sowie als Minister wurde er des Weiteren am 17. Februar 1948 zum Kommandeur des Orden vom Niederländischen Löwen ernannt.
Aus seiner am 22. März 1922 in Schagerbrug mit Clasina Mann geschlossenen Ehe gingen vier Söhne und eine Tochter hervor.

## Veröffentlichungen
- Een eeuw Nederlandse waterbouw, 1947

## Hintergrundliteratur
- M. Tessel Pollmann-Schlichting: Van Waterstaat tot Wederopbouw, het leven van dr.ir. J.A. Ringers (1885–1965), Amsterdam 2006, ISBN 90-8506-255-1